# Caddey Barre
Caddey Barre is een dorp in het district Sablaale in de gobolka (regio) Neder-Shabelle in Zuid-Somalië.
Caddey Barre bestaat uit een aantal traditionele groepjes hutten die in een grotere cirkel bij elkaar liggen met een meer open ruimte in het midden. Het dorp ligt in de binnendelta van de Shabelle, tussen de hoofdstroom en de zuidelijk daarvan gelegen seizoensgebonden rivier Dagay Malabley. De oude havenstad Baraawe ligt 42 km loodrecht ten zuiden van Caddey Barre; Mogadishu ligt 161 km ten noordoosten van het dorp. De kortste afstand tot de kust van de Indische Oceaan bedraagt 33 km. De kuststrook zelf is vrijwel onbewoond. Onverharde paadjes verbinden Caddey Barre met dorpen in de buurt zoals Gumur (4,1 km), Canbar (6,3 km) en Brawa Yare (9,4 km). In de omgeving zijn veel dorpen verdwenen, die vaak nog wel op landkaarten staan, zoals Balbale, Ganbar, Sojilow, Reeboy en Bulo Uaiama.
Klimaat: Caddey Barre heeft een tropisch savanneklimaat. De gemiddelde jaartemperatuur is 26,5 °C. April is de warmste maand, gemiddeld 28,1 °C; augustus is het koelste, gemiddeld 25,1 °C. De jaarlijkse regenval bedraagt ca. 474 mm (ter vergelijking: in Nederland ca. 800 mm). Van december t/m maart is er een lang droog seizoen, direct gevolgd door een nat seizoen van april-juni. In de periode juli-november regent het af en toe, maar lijkt geen sprake van een echt regenseizoen. April is de natste maand met ca. 113 mm neerslag. Overigens kan e.e.a. van jaar tot jaar sterk verschillen.